# АЕЦ „Черна вода“
Вижте пояснителната страница за други значения на Черна вода.
АЕЦ „Черна вода“ (на румънски: Centrala Nucleară de la Cernavodă) е първата (и единствена към 2023 г.) атомна електрическа централа в Румъния. Разположена е край едноименния град Черна вода.
Първият реактор е построен съвместно от канадската фирма Atomic Energy of Canada Limited и италианската Ansaldo Nucleare, и е пуснат в експлоатация през 2 декември 1996 г. Той е конструиран по технологията КАНДУ (CANDU) и е с мощност 620 MW. Вторият реактор е пуснат в експлоатация през 2007 г., а строежът на трети и четвърти блок се предвижда да бъде приключен едновременно към 2015 г. Пети остава замразен (към 2009 г.).